# Route nationale 502
Pour les articles homonymes, voir Route 502.
La route nationale 502 ou RN 502 était une route nationale française reliant la Madeleine à Champier.
À la suite de la réforme de 1972, elle a été déclassée en RD 502.

## Ancien tracé de la Madeleine à Champier (D 502)
- La Madeleine, commune de Saint-Joseph (km 0)
- Trèves (km 2)
- Saint-Romain-en-Gal (km 24)
- Vienne (km 25)
- Pont-Évêque (km 28)
- Saint-Jean-de-Bournay (km 47)
- Châtonnay (km 54)
- Champier (km 62)